# Oligomyrmex jacobsoni
Oligomyrmex jacobsoni är en myrart som beskrevs av Auguste-Henri Forel 1911. Oligomyrmex jacobsoni ingår i släktet Oligomyrmex och familjen myror. Inga underarter finns listade i Catalogue of Life.